# Хешан Унамбоове
Хешан Унамбоове (19 травня 1992) — шрі-ланкійський плавець.
Учасник Олімпійських Ігор 2012 року.